# Pavel Miljukov
Pavel Nikolajevitj Miljukov (ryska: Павел Николаевич Милюков), född 27 januari (15 januari enligt g.s.) 1859 i Moskva, död 31 mars 1943 i Aix-les-Bains, Savoie, Frankrike, var en rysk politiker och historiker.

## Biografi
Miljukov blev 1886 docent i historia vid Moskvas universitet och var en av initiativtagarna till den offentliga föreläsnings- och folkbildningsföreningen i Moskva efter engelskt mönster. Hans doktorsavhandling om Rysslands statshushållning i början av 1700-talet (Gosudarstvennoje choziajstvo Rossii v pervoj tjetverti XVIII, stoljetija i reforma Petra Velikago, 1892) följdes snart av en studie av det ryska finansväsendet (Spornye voprosy finansovoj istorii moskovskago gosudarstva).
År 1895 fick Miljukov avbryta sin vetenskapliga verksamhet och flyttade till Rjazan, där han ledde arkeologiska forskningar. Två år senare kallades han till Bulgarien för att hålla historiska föreläsningar vid högskolan i Sofia, men han måste efter ett år även där sluta med sin verksamhet efter den ryske agentens påtryckningar.
Efter upprepade studieresor i Makedonien återvände Miljukov till Ryssland 1899, där han häktades 1901 för delaktighet i "politiska stämplingar" och dömdes till ett halvt års fängelse. Efter vidsträckta resor i Europa och USA (där han höll en serie föredrag om Ryssland 1904–1905) återvände han till Ryssland, där han tog livlig del i den politiska frihetsrörelsen som medlem av de evolutionära sällskapen Sojuz osvobozjdenija och Sojuz zemskich konstitucionalistov. Han häktades åter, men försattes snart på fri fot.
Miljukov var ledare för det liberala Kadettpartiet under tsarerans sista år och medlem av duman från 1907. Partiet förespråkade ett avskaffande av enväldet och införande av en konstitutionell monarki. I ett uppmärksammat tal i duman i november 1916 gick han till hårt angrepp mot premiärminister Boris Stürmer som anklagades för högförräderi. Såväl Stürmer som tsaritsan Alexandra av Hessen var mycket impopulära under första världskriget på grund av deras tyska härkomst. Anklagelsen, som Miljukov senare erkände var helt grundlös, ledde till Stürmers avgång och stärkte de revolutionära strömningarna.
Efter februarirevolution 1917 utnämndes Miljukov till utrikesminister och var jämte justitieminister Aleksandr Kerenskij den ryska provisoriska regeringens mest betydande medlem. Han var monarkist och försökte förgäves övertala storfurst Michail Aleksandrovitj att efterträda sin äldre bror Nikolaj II som tsar. Under sin korta tid som utrikesminister var han pådrivande för att fortsätta första världskriget mot Tyskland. Efter en maktkamp inom regeringen och mot den mäktiga Petrogradsovjeten tvingades han och krigsminister Aleksandr Gutjkov att avgå i maj 1917. Premiärminister och partivännen, furst Georgij Lvov, stannade dock kvar på sin post fram till julioroligheterna samma år. Efter oktoberrevolutionen 1917, då bolsjevikerna tog makten, gick Miljukov i landsflykt och verkade därefter som emigrantledare i Paris.

## Författarskap
I december 1905 blev Miljukov medredaktör i de snart indragna tidningarna Svobodnyj narod och Narodnaja svoboda. Bland Miljukovs många historiska och politiska skrifter märks Glavnyja tetjenija russkoj istoritjeskoj mysli (1893–1895) och Otjerki po istorii russkoj kultury (1895–1896; två nya delar 1896–1905). Av arkeologiskt värde är redovisningen av hans forskningar i västra Makedonien, Christianskija drevnosti zapadnoj Makedonii.
Miljukovs föreläsningar i Nordamerika gavs ut i bokform under titlarna Russia and Its Crisis och The Liberal Movement in Russia (i Atlantic Monthly 1905). Han var också flitig medarbetare i ryska tidskrifter och var en tid redaktör för det politiska dagbladet Retj.